# Khanat Kumul
1696–1930
Entités précédentes :
- Khanat de Djaghataï

Entités suivantes :
- Province du Xinjiang (Chine)

Le Khanat de Kumul a été un Khanat semi-autonome turcophone, vassal de la Dynastie Qing , puis de la République de Chine (1912-1949) jusqu'à ce qu'il ait été aboli par le gouverneur du Xinjiang, Jin Shuren en 1930.
Les khans de Kumul étaient les descendants directs des khans du Khanat de Djaghataï. Ils établirent un nouveau royaume vassal de la Chine des Qing en 1696 jusqu'à sa dissolution en 1930.
La Dynastie Ming établit rapidement des relations diplomatiques avec le nouveau khanat. Ce dernier s'est fortement impliqué dans le conflit Ming–Tourfan. Sous le règne du khan Sa'id Baba, le khanat soutint les huis loyaux aux Ming contre la dynastie Qing durant la rébellion Milayin de 1646. Mais face aux progrès irrésistibles de la conquête des Qing de la Chine, et après la mort du prince kumul Turumtay tué au combat par les forces Qing, le khanat Kumul se soumit aux Qing.
En 1647, une ambassade kumul (ou « Hami ») fut envoyée pour rendre hommage à l'empereur Qing Shùnzhì. Son successeur, l'empereur Kāngxī, accorda en 1696 le titre de « Zasag Darhan » à Abdullah Beg, le Khan de Kumul, après la guerre Dzoungar-Qing, en 1696.
Le khanat avait soutenu l'empereur contre le Khanat Dzoungar. Lorsque le Xinjiang devint une véritable province chinoise administrative en 1884 après la révolte des Dounganes, le Kumul demeura autonome et conserva son statut de vassal.
Les khans reçurent également le titre de Qinwang (親王, qīn wáng), c'est-à-dire Prince de Premier Rang. Les khans occupèrent l'un des plus hauts rangs de la cour Qing et donc un prestige considérable. Mais ce titre n'était qu'une distinction honorifique ne comportant aucun pouvoir réel administratif. Un officier chinois résidant à Kumul devait valider chaque décision du Khan. Les khans devaient également se rendre à Pékin tous les six ans et demeurer à la cour pour une période minimum de 40 jours.
De manière globale, ces relations étaient bien acceptées de part et d'autre et les liens entre les administrations Kumul et chinoise étaient étroits.
Le Khan Muhammad et son fils héritier Maqsud Shah ont fini par lourdement taxer la population en exigeant d'eux également un travail de corvée. Cela suscité deux rébellions contre leur despotisme en 1907 et 1912.
Le khan était assisté par un vizir-chancelier. Ainsi, le dernier khan, Maqsud Shah, avait nommé le prince Yulbars Khan dit "le tigre" comme son chancelier.
Lors de la chute des Qing et l'avènement de la république de Chine, le pays éclata peu à peu et se fractionna en de nombreuses cliques dominées par des seigneurs de guerre. Le khan continua cependant à rendre hommage mais cette fois-ci à la clique du Xinjiang à Urumqi.
Au départ, le gouverneur chinois du Xinjiang, Yang Zengxin, était un fidèle monarchiste, et toléra le khanat, d'autant qu'il avait des liens d'amitiés personnels avec le khan Maqsud Shah.
Mais dès les années 1920, des agents secrets japonais sillonnèrent la province pour mieux en comprendre la géopolitique locale et dans le but d'y développer leur influence.
Par la simple existence du khanat qui conservait un grand prestige et une réelle autorité morale sur la population musulmane turcophone, il n'y eut aucune révolte des Ouïghours ou Kirghizes. Car le Khan était devenu leur représentant et leur porte-parole face à la clique du Xinjiang. Mais en 1930, à la mort du khan Maqshud, celle-ci décida d'abolir ce khanat féodal et de l'incorporer de force dans la province. Aussitôt, les Ouïghours kumuls se révoltèrent et déclenchèrent la sanglante Rébellion Kumul qui dura de 1933 à 1935.
En effet, à la mort du dernier Khan Maqsud Shah en 1930, le seigneur de la guerre du Xinjiang, Jin Shuren, abolit le khanat et le remplaça par trois circonscriptions administrative du Hami, du Yihe, et du Yiwu. Mais Yulbars Khan tenta de restaurer l'héritier du trône Nasir et de restaurer le khanat. En 1935, la rébellion se finit sur une impasse, l'épuisement des belligérants et la dévastation du Xinjiang.

## Liste des rois
| Nom                                                    | Années de règne                                                                      | Biographie |
| ------------------------------------------------------ | ------------------------------------------------------------------------------------ | --- |
| Abdullah Beg (額貝都拉 é-bèi-dōu-lā)                   | 1697－1709                                                                           | Au cours de sa 36e année de règne, l'empereur Kangxi lui accorda le titre de Zasag Darkhan de premier rang. |
| 郭帕 guō-pà                                            | 1709－1711                                                                           | Fils aîné d'Abdullah Beg. L'empereur lui accorda le titre de Zasag Darkhan de premier rang dès le début de son règne. |
| Emin (額敏 É-mǐn)                                      | 1711－1740                                                                           | Fils aîné du khan Guō-pà, il reçoit dès le début de son règne le titre de Zasag Darkhan par l'empereur Yongzheng. Il reçut également le titre de Zhenguo Gong (鎮國公) (Duc protecteur de l’État). En 1718, il fut promu en tant que Gushan Beizi (固山貝子) (Prince de la bannière).                                                                                |
| Yusuf (zh) (玉素甫 Yù-sù-fǔ) ou Yusup (玉素卜yù sù bǔ) | 1740－1767                                                                           | Fils aîné d'Emin, il hérite du titre de Zasag et de Zhenguo Gong. En 1745, il a été promu en tant que Gushan Beizi. En 1758, il reçoit le titre de Beile (貝勒品級) et en 1759 celui de Duoluo Beile (多羅貝勒) et de Junwang pinji (郡王品級). Il mourut en janvier 1767.                                                                                           |
| Ishaq (zh) 伊薩克 yī-sà-kè                             | 1767－1780                                                                           | Second fils de Yusuf. |
| 額爾德錫爾 é-Ěr-dé-xī-ěr                               | 1780－1813                                                                           | Fils aîné d'Ishaq. Lors de son avènement, le titre de Junwang pinji, de Jasagh et de duoluo beile lui sont conférés à titre héréditaire à lui et à ses héritiers. |
| 博錫爾 bó-xī-ěr                                        | 1813－1867                                                                           | Fils d'é-Ěr-dé-xī-ěr. En 1832, il reçoit de l'empereur Daoguang le titre de Duoluo Junwang (多羅郡王). Puis, en 1853, l'empereur Xianfeng lui décerne le titre de Qinwang (親王). En 1866, sous le règne de l'empereur Tongzhi éclata la révolte des Dounganes qui fut réprimée sévèrement. Il reçut à titre posthume en 1867 le titre de Hezhuo Qinwang (和碩親王). |
| Muhammad 賣哈莫特 mài-hǎ-mò-tè                         | 1867－1882                                                                           | Fils de bó-xī-ěr |
| Maqsud Shah (en) 沙木胡索特 shā-mù-hú-suǒ-tè           | 1882－1930                                                                           | Neveu de Muhammad. Dernier Khan de Kumul. À sa mort, le Khanat fut aboli. |
| 聶滋爾 Niè-zī-ěr                                       | 1930-1935                                                                            | Second fils de Maqsud Shah. A mené la lutte pour rétablir le Khanat durant la Rébellion Kumul jusqu'à sa mort. |
| 伯錫爾 Bó-xī-ěr                                        | Fils aîné de Niè-zī-ěr. Il a été arrêté et envoyé en prison jusqu'à sa mort en 1951. | |